# Шириханов, Дмитрий Александрович
Дмитрий Александрович Шириханов (12 января 1983; Россия – 28 августа 2023; Украина) – российский военнослужащий, лейтенант. Командир мотострелкового взвода мотострелковой роты. Герой Российской Федерации (посмертно, 2023).

## Биография
Родился 12 января 1983 года в России.
Он окончил учёбу, переехал жить в Тупсе Туапсинского района Краснодарского края. Работал механиком на нефтяных танкерах. У Шириханова осталась семья, жена и дети. Был по контракту в Баку, а весной 2023 года — в Сирии. Позже начал участвовать во  Вторжении России на Украине.
Командир взвода мотострелковой роты, лейтенант Шириханов погиб 28 августа 2023 года в боевых действиях. Похороны состоялись в Туапсинском районе 30 августа.

## Звания и награды
- Герой Российской Федерации (посмертно, 2023).